# Šestajovice (Náchodi járás)
Šestajovice település Csehországban, Náchodi járásban. Šestajovice Nahořany, Slavětín nad Metují, Velká Jesenice, Jaroměř, Jasenná és Rychnovek településekkel határos. Lakosainak száma 166 fő (2024. január 1.).

## Népesség
A település lakosságának változását az alábbi diagram mutatja:
| Lakosok száma | 523  | 561  | 467  | 304  | 196  | 176  | 181  | 177  | 168  | 166  |
|               | 1869 | 1890 | 1921 | 1950 | 1980 | 2001 | 2017 | 2019 | 2022 | 2024 |